# Superglasøjne
Superglasøjne er debutalbummet fra det danske rockband Pupil, udgivet i 1997.

## Anmeldelser
Spillestedet VEGA kårede Pupil til årets band i 1997.[kilde mangler] TV2s PULS kørte i 1999 en serie om Pupil "Lagkageprojektet", hvor titelmelodien "Amager Boulevard" nåede toppen af hitlisten.[kilde mangler]

## Spor
1. "Lanni" – 3:48
2. "Superglasøjne" – 3:56
3. "Frk. Jørgensen" – 4:42
4. "Fut-Fut" – 2:33
5. "Vend om" – 4:08
6. "Schæferhund (I Sommerkjole)" – 2:08
7. "Op med Flaget" – 4:20
8. "Paul" – 4:11
9. "Tænd dig selv" – 4:02
10. "Det vejer" – 4:16

## Fodnoter
1. ↑  Superglasøjne by Pupil [DNK] (Album): Reviews, Ratings, Credits, Song list - Rate Your Music
2. ↑  link